# Otoyol 52
L’autoroute O52 relie les villes de Adana à Şanlıurfa en Turquie et a trois voies sur chaque côté.